# Érana
Érana (en griego, Εράνα) es el nombre de una antigua ciudad griega de Mesenia. 
Estrabón la ubicaba al sur de Ciparesente, entre esta ciudad y el cabo Platamodes, a medio camino entre Ciparesente y Pilos. El geógrafo menciona además que algunos creían, de manera equivocada, que era la identificación de la ciudad homérica de Arene.
Su localización es dudosa. Se ha sugerido que debió estar en el lugar de la población actual de Dialiskari, pero esta localidad está al sur del cabo Platamodes, lo que no coincide con lo señalado por Estrabón.